# Гейнцельман, Вильгельм Соломонович
Вильге́льм Соломо́нович Гейнцельма́н (4 августа 1851, Одесса, Херсонская губерния, Российская империя — 1922, Ташкент, Туркестанская АССР, РСФСР) — русский архитектор, глава строительного ведомства Туркестанского края в 1878—1908 годах, автор проектов ряда крупных зданий в европейской части Ташкента и в некоторых других городах Русского Туркестана в конце XIX — начале XX века. Действительный статский советник.

## Биография
Вильгельм Соломонович Гейнцельман родился в Одессе 4 августа 1851 года в семье потомственного почётного гражданина. По национальности — еврей. Впоследствии стал выкрестом, перейдя в лютеранство.
Будущий архитектор приобрёл политехническое образование в Германии. В октябре 1876 года поступил на 4 курс Петербургского строительного училища, которое окончил в июне 1878 года. За блестящие успехи был записан на мраморную доску училища.
Звание гражданского инженера, полученное по окончании училища, позволило Вильгельму Гейнцельману начать карьеру с чина коллежского секретаря. В 1874 году он переехал в Ташкент. 15 октября 1878 года был определён на службу по военно-народному управлению Туркестанского генерал-губернаторства с назначением в распоряжение туркестанского генерал-губернатора с утверждением младшим архитектором строительного отделения Сырдарьинского областного правления. 
2 апреля 1884 года был избран на должность ташкентского городского архитектора. С 1 января 1887 года назначен чиновником особых поручений по строительной части, 16 мая 1889 года был одновременно назначен членом Комиссии по пересмотру и дополнению инструкции строительным учреждениям в Туркестанском крае.
29 июля 1884 года женился на Елизавете Эрнестовне Феневой (урождённой Розенберг; 31 декабря 1852—?).
Руководил технической частью по постройке в Ташкенте Спасо-Преображенского собора (1891), в 1894 году был председателем временного комитета по постройке церкви в Ташкенте. Кроме того, он исследовал разрушения, вызванные Андижанским землетрясением 1902 года, на основе чего в 1906 году сформулировал первые правила строительного дела в сейсмически опасных районах.
Дослужился до чина действительного статского советника (произведён 6 декабря 1901 года).
14 ноября 1903 года приказом по гражданскому ведомству назначен почётным мировым судьёй Ташкентского окружного суда. Член Комитета по сбору пожертвований на сооружение Кафедрального собора в Ташкенте, Комиссии для ревизии всего городского хозяйства Ташкентской городской управы (1905), Комиссии по ревизии Сырдарьинского областного правления (1906), почётный член Сырдарьинского областного попечительства детских приютов, председатель Комиссии для выработки нормального типа сельской участковой лечебницы (1907). Вышел на пенсию 7 декабря 1908 года.
Скончался в 1922 году. Похоронен на ташкентском кладбище по улице Боткина.

## Постройки
Для европейской (новогородской) части Ташкента в дореволюционный период Вильгельм Гейнцельман спроектировал целый ряд крупных зданий. Здесь архитектор спроектировал здания Спасо-Преображенского собора (начат без его участия, завершён в 1888 году), Казённой палаты (1887), Реального училища (1887), дворца великого князя Николая Константиновича (1889—1890), отделения Государственного банка (после 1895), строения Ташкентской астрономической обсерватории, среди которых наиболее интересна башня для нового телескопа-рефрактора (1893), Ташкентского трамвая и скотобойни (два последних — 1908—1912). Кроме того, в городе им созданы многочисленные жилые дома. 
Наряду с Ташкентом, Вильгельм Гейнцельман творил в таких городах как Самарканд, Коканд, Туркестан. В Самарканде по проекту архитектора (исправленному) было построено здание Общественной библиотеки (1911). Среди кокандских строений его авторства наиболее примечателен особняк братьев Крафт, здесь же им был создан особняк А. И. Зигеля (оба — 1903). 
В 1913—1915 годах отставной архитектор входил в состав Комитета по планированию строительства Ташкентского Кауфманского детского приюта и не только подготовил чертежи и планы, но и проверял сметы, следил за их исполнением, работая, как и другие члены комиссии, без вознаграждения.

## Награды
Был награждён орденом Святого Станислава 3-й степени (28 декабря 1879 года), 2-й степени (30 августа 1889 года), орденом Святой Анны 2-й степени (21 декабря 1890 года), медалью «В память Александра III» (1894), орденом Святого Владимира 4-й степени (6 декабря 1898 года), орденом Благородной Бухары 1-й степени (21 января 1900 года), орденом Святого Владимира 3-й степени (16 января 1905 года).